# Білінгва (вазопис)
Білінгва — техніка давньогрецького вазопису, що існувала в Аттиці в перехідний період від чорнофігурного до червонофігурного стилю у вазопису.
На одній стороні керамічної посудини наносилось зображення, виконане в більш ранньому чорнофігурному стилі, а на іншій — червонофігурне зображення, іноді на той самий сюжет. Такі вази виготовлялися дуже короткий період часу, ймовірно для того, аби забезпечити збут кераміки у новому невідомому червонофігурному стилі.
У техніці білінгви працювали Андокід, Лісіппід, Ольтос, Епіктет і Псіакс. У стилі комбінованого чорно-червонофігурного розпису звичайно виконувалися чаші і амфори.
Нижче наведено приклад амфори-білінгви, що зображує Гераклу та Афіну вазописця Андокіда (нині зберігається в Державному античному зібранні, Мюнхен):
|  |  |